# Xilian, Xuwen
Xilian (kinesiska: 西连) är en köping i sydöstra Kina. Den ligger i Xuwen härad i staden Zhanjiang i provinsen Guangdong, omkring 460 kilometer sydväst om provinshuvudstaden Guangzhou. Antalet invånare är 36 275. Befolkningen består av 17 729 kvinnor och 18 546 män. Barn under 15 år utgör 25,0 %, vuxna 15-64 år 64 %, och äldre över 65 år 9,0 %.